# GeForce 256
GeForce 256 — первая линейка графических процессоров бренда GeForce компании NVIDIA. Была анонсирована 31 августа 1999 года и выпущена 11 октября 1999 года. Geforce 256 выступила в качестве преемника RIVA TNT2, улучшенного за счет разгрузки обработки вершин с центрального процессора на Transform and Lighting (T&L), увеличения количества пиксельных конвейеров и добавления аппаратного блока расчёта компенсации движения для видео MPEG-2. GeForce обеспечил заметный скачок в производительности 3D-игр на ПК и стал первым 3D-ускорителем, полностью совместимым со спецификациями DirectX 7.0.
Чип был изготовлен TSMC с использованием технологии КМОП 220 нм.

## Архитектура
GeForce 256 позиционировалась как «первый в мире графический процессор», термин Nvidia определяла в то время как «однокристальный процессор со встроенными механизмами преобразования, освещения, настройки/отсечения треугольников и рендеринга, обработки минимум 10 миллионов полигонов в секунду».
«256» в названии происходит от «256-битного ядра рендеринга QuadPipe», термина, описывающего четыре 64-битных пиксельных конвейера чипа NV10. В играх с одной текстурой NV10 может выдавать 4 пикселя за цикл, в то время как сценарий с двумя текстурами ограничивает это количество двумя мультитекстурными пикселями за цикл, поскольку чип все ещё имеет только один TMU на конвейер, как и TNT2.

## Модельный ряд
Модельный ряд GeForce 256 ограничивается двумя версиями: версия SDR, выпущенная в октябре 1999 года, и версия DDR, выпущенная в конце декабря 1999 года, каждая с различным типом памяти SDRAM. Версия SDR использовала SDR SDRAM памяти от Samsung Electronics, в то время как более поздняя версия DDR использовала DDR SDRAM памяти от Hyundai Electronics (ныне SK Hynix).